# Орикето
О́рикето (фин. Oriketo) — один из районов города Турку, входящий в округ Нумми-Халинен.

## Географическое положение
Район расположен к северу от соседнего района Халинена и представляет из себя промышленную зону.

## Население
В 2004 году численность население района составляла 120 человек, из которых дети моложе 15 лет — 11,67 %, а старше 65 лет — 9,17 %. Финским языком в качестве родного владели 89,17 %, шведским — 0,83 %, а другими языками — 10,00 % населения района.